# Colin Addison
‎
Colin Addison, angleški nogometaš in trener, * 18. maj 1940, Taunton, Somerset, Anglija, Združeno kraljestvo.
Med letoma 1961 in 1971 je bil aktivni igralec, nato pa je postal trener. Trenerski poklic je opravljal vse do leta 2004.